# Саппада
Саппада (итал. Sappada) — коммуна в Италии, располагается в провинции Удине области  Фриули Венеция Джулия
Население составляет 1324 человека (2008 г.), плотность населения составляет 22 чел./км². Занимает площадь 63 км². Почтовый индекс — 32047. Телефонный код — 0435.
Покровительницей коммуны почитается святая Маргарита Антиохийская, празднование 20 июля.

## Демография
Динамика населения:

## Администрация коммуны
- Официальный сайт: https://web.archive.org/web/20180830214722/http://www.sappada.org/